# Jens Lehmann
Jens Gerhard Lehmann (Essen, 10 novembre 1969) è un dirigente sportivo ed ex calciatore tedesco, di ruolo portiere.
Lehmann è stato il titolare della nazionale tedesca al Campionato mondiale 2006, svoltosi proprio in Germania, sostituendo il rivale di lunga data Oliver Kahn; in questa competizione ha raggiunto la semifinale, dove è stato sconfitto dall'Italia per 0-2 negli ultimi minuti del secondo tempo supplementare.
La partita più importante della sua carriera è stata la finale di Champions League del 17 maggio 2006, persa dall'Arsenal contro il Barcellona per 1-2; al 18º minuto di gioco ha ricevuto un cartellino rosso dall'arbitro Terje Hauge per un fallo su Samuel Eto'o, diventando così il primo portiere ad essere stato espulso in una finale di Champions League.

## Biografia
Lehmann e suo fratello maggiore sono cresciuti a Essen. Dopo essersi diplomato alla scuola secondaria ottenendo l'Abitur nel 1988, ha studiato economia all'Università di Münster tra il 1992 e il 1998 continuando la sua carriera calcistica.
Nel 1999 ha sposato Conny, un'insegnante di scuola media. Lehmann in seguito adottò Lasse, il figlio di Conny dal suo precedente matrimonio con il calciatore Knut Reinhardt. La coppia ha anche due figli Mats (nato nel 2000) e Lieselotta (nato nel 2006).
Nel 2024 viene arrestato all'Oktoberfest di Monaco per guida in stato di ebbrezza.

### Beneficenza
È membro del consiglio di amministrazione della fondazione calcistica giovanile Stiftung Jugendfußball, fondata nel 2000 su iniziativa di Jürgen Klinsmann. Lehmann funge anche da ambasciatore della fondazione Power-Child Campus South Africa che sostiene i bambini affetti da HIV e delle fondazioni di Bert Trautmann, Christoph Metzelder e l'ex portiere dell'Arsenal Bob Wilson.
Ha partecipato alla partita di calcio Soccer Aid il 6 giugno 2010 per la squadra Resto del Mondo in aiuto dell'UNICEF.

### Recitazione
Lehmann ha debuttato come attore cinematografico con la produzione tedesca/sudafricana Themba. Interpreta Big John Jacobs, un allenatore di football e talent scout, che scopre Themba, un giovane e ambizioso, che deve affrontare povertà, AIDS e violenza, ma alla fine si fa strada nella squadra nazionale sudafricana. Il film è basato su un romanzo di Lutz van Dijk e presentato in anteprima alla Berlinale 2010.

## Carriera

### Club
Ha iniziato a giocare nello Schalke 04 nel 1989, rimanendoci per un decennio, e imponendosi come uno dei migliori portieri tedeschi. Con la squadra tedesca ha conquistato la Coppa UEFA nel 1997, vinta ai calci di rigore contro l'Inter: Lehmann parò il tiro di Iván Zamorano, primo rigorista avversario.
Inoltre, il 19 dicembre 1997, è diventato il primo portiere del campionato tedesco a segnare su azione, con una rete su calcio d'angolo negli ultimi minuti di una partita contro il Borussia Dortmund, terminata sul risultato di parità di 2-2. Era comunque già andato a segno due anni prima, il 12 marzo 1995, trasformando un calcio di rigore contro il Monaco 1860, in una partita chiusasi sul 6-2 in favore dello Schalke.
Passato al Milan nel 1998, vi è rimasto solo pochi mesi giocando le prime 5 partite di campionato, esordendo il 12 settembre nella gara vinta contro il Bologna per 3-0. prima di trasferirsi al Borussia Dortmund nel gennaio 1999. Con i tedeschi ha vinto la Bundesliga del 2002 e ha ottenuto il curioso record di espulsioni per un portiere in una sola stagione, con ben cinque cartellini rossi rimediati.
Nel 2003 si è trasferito in Inghilterra all'Arsenal con il quale ha vinto la FA Cup nel 2005, con un'ottima prestazione terminata con la vittoria ai calci di rigore. Vince anche il campionato, che vede l'Arsenal imbattuto.
Nel 2006 è stato espulso dopo 18 minuti nella finale di Champions League contro il Barcellona, terminata con la sconfitta dei Gunners: Lehmann è stato il primo giocatore, nonché l'unico portiere, a essere espulso in una finale di Champions. Nonostante ciò è stato eletto miglior portiere della manifestazione, anche grazie alla sua lunga imbattibilità: ha infatti battuto, a cavallo tra le edizioni 2004-2005 e 2006-2007 della Champions League, il record d'inviolabilità individuale di un portiere nella massima competizione europea, in precedenza detenuto dall'olandese Edwin van der Sar (capace di restare imbattuto, con l'Ajax, per 658 minuti), fissando il nuovo primato a 853 minuti, neutralizzando anche un rigore di Juan Román Riquelme all'87' della semifinale di ritorno dell'edizione 2005-2006 col Villarreal.
Al termine della stagione 2005-2006 si piazza secondo nella classifica IFFHS dei migliori portieri dell'anno, alle spalle di Gianluigi Buffon.
Trasferitosi allo Stoccarda nel 2008, l'8 maggio 2010 si ritira dal calcio giocato, a 40 anni. Il 13 marzo 2011, tuttavia, torna tra i gunners a disposizione di Arsène Wenger per fare il secondo di Almunia, visti gli infortuni degli altri due portieri Fabiański e Szczęsny. Torna ufficialmente in campo il 10 aprile 2011, in Blackpool-Arsenal 1-3, che diventa anche la sua duecentesima presenza con l'Arsenal. La scelta di Wenger di schierarlo titolare è dovuta alle brutte prestazioni di Almunia contro West Bromwich Albion e Blackburn Rovers.

### Nazionale
Ha esordito in nazionale nel febbraio 1998 e per anni è stato rivale per il posto da titolare con Oliver Kahn. Per i mondiali di calcio Germania 2006 è stato scelto come primo portiere dal tecnico Jürgen Klinsmann e ha giocato titolare anche durante gli Europei del 2008, dopo i quali si è ritirato dalla nazionale.

### Dirigente
Nella stagione 2020-2021 è stato dirigente dell'Hertha Berlino.

## Statistiche

### Presenze e reti nei club
| Stagione                 | Squadra                  | Campionato               | Campionato | Campionato | Coppe nazionali | Coppe nazionali | Coppe nazionali | Coppe continentali | Coppe continentali | Coppe continentali | Altre coppe | Altre coppe | Altre coppe | Totale | Totale |
| Stagione                 | Squadra                  | Comp                     | Pres       | Reti       | Comp            | Pres            | Reti            | Comp               | Pres               | Reti               | Comp        | Pres        | Reti        | Pres   | Reti   |
| ------------------------ | ------------------------ | ------------------------ | ---------- | ---------- | --------------- | --------------- | --------------- | ------------------ | ------------------ | ------------------ | ----------- | ----------- | ----------- | ------ | ------ |
| 1988-1989                | Schalke 04               | 2L                       | 13         | -12        | CG              | 1               | -3              | -                  | -                  | -                  | -           | -           | -           | 14     | -15    |
| 1989-1990                | Schalke 04               | 2L                       | 27         | -33        | CG              | 0               | -0              | -                  | -                  | -                  | -           | -           | -           | 27     | -33    |
| 1990-1991                | Schalke 04               | 2L                       | 34         | -25        | CG              | 1               | -0              | -                  | -                  | -                  | -           | -           | -           | 35     | -25    |
| 1991-1992                | Schalke 04               | BL                       | 37         | -45        | CG              | 1               | -2              | -                  | -                  | -                  | -           | -           | -           | 38     | -47    |
| 1992-1993                | Schalke 04               | BL                       | 8          | -14        | CG              | 1               | -2              | -                  | -                  | -                  | -           | -           | -           | 9      | -16    |
| 1993-1994                | Schalke 04               | BL                       | 21         | -28        | CG              | 1               | -2              | -                  | -                  | -                  | -           | -           | -           | 22     | -30    |
| 1994-1995                | Schalke 04               | BL                       | 34         | -54        | CG              | 4               | -7              | -                  | -                  | -                  | -           | -           | -           | 38     | -61    |
| 1995-1996                | Schalke 04               | BL                       | 32         | -35        | CG              | 3               | -1              | -                  | -                  | -                  | -           | -           | -           | 35     | -36    |
| 1996-1997                | Schalke 04               | BL                       | 34         | -39        | CG              | 2               | -3              | CU                 | 12                 | -10                | -           | -           | -           | 48     | -52    |
| 1997-1998                | Schalke 04               | BL                       | 34         | -32        | CG              | 2               | -1              | CU                 | 7                  | -5                 | -           | -           | -           | 43     | -38    |
| Totale Schalke 04        | Totale Schalke 04        | Totale Schalke 04        | 274        | -317       |                 | 16              | -21             |                    | 19                 | -15                |             |             |             | 309    | -353   |
| 1998-gen. 1999           | Milan                    | A                        | 5          | -5         | CI              | 1               | -1              | -                  | -                  | -                  | -           | -           | -           | 6      | -6     |
| gen.-giu. 1999           | Borussia Dortmund        | BL                       | 13         | -14        | CG              | -               | -               | -                  | -                  | -                  | -           | -           | -           | 13     | -14    |
| 1999-2000                | Borussia Dortmund        | BL                       | 31         | -30        | CG              | 0               | 0               | UCL+CU             | 8+4                | -9 + -4            | CdL         | 2           | -2          | 43     | -45    |
| 2000-2001                | Borussia Dortmund        | BL                       | 31         | -39        | CG              | 3               | -2              | -                  | -                  | -                  | -           | -           | -           | 34     | -41    |
| 2001-2002                | Borussia Dortmund        | BL                       | 30         | -27        | CG              | 0               | 0               | UCL+CU             | 8+9                | -8 + -7            | CdL         | 2           | -3          | 49     | -45    |
| 2002-2003                | Borussia Dortmund        | BL                       | 24         | -20        | CG              | 0               | 0               | UCL                | 12                 | -12                | CdL         | 0           | 0           | 36     | -32    |
| Totale Borussia Dortmund | Totale Borussia Dortmund | Totale Borussia Dortmund | 129        | -130       |                 | 3               | -2              |                    | 41                 | -40                |             | 4           | -5          | 177    | -177   |
| 2003-2004                | Arsenal                  | PL                       | 38         | -26        | FACup+CdL       | 5+0             | -5              | UCL                | 10                 | -11                | CS          | 1           | -1          | 56     | -43    |
| 2004-2005                | Arsenal                  | PL                       | 28         | -27        | FACup+CdL       | 5+0             | -1              | UCL                | 7                  | -8                 | CS          | 1           | -1          | 41     | -37    |
| 2005-2006                | Arsenal                  | PL                       | 38         | -31        | FACup+CdL       | 0+0             | -0 + -0         | UCL                | 8                  | -0                 | CS          | 1           | -2          | 47     | -33    |
| 2006-2007                | Arsenal                  | PL                       | 36         | -35        | FACup+CdL       | 0+0             | -0 + -0         | UCL                | 8                  | -5                 | -           | -           | -           | 44     | -40    |
| 2007-2008                | Arsenal                  | PL                       | 7          | -5         | FACup+CdL       | 3+0             | -4              | UCL                | 3                  | -1                 | -           | -           | -           | 13     | -10    |
| 2008-2009                | Stoccarda                | BL                       | 34         | -43        | CG              | 3               | -5              | Int+CU             | 0+10               | -0 + -12           | -           | -           | -           | 47     | -60    |
| 2009-2010                | Stoccarda                | BL                       | 31         | -38        | CG              | 2               | -2              | UCL                | 10                 | -12                | -           | -           | -           | 43     | -52    |
| Totale Stoccarda         | Totale Stoccarda         | Totale Stoccarda         | 65         | -81        |                 | 5               | -7              |                    | 20                 | -24                |             | -           | -           | 90     | -112   |
| mar.-giu. 2011           | Arsenal                  | PL                       | 1          | -1         | FACup+CdL       | 0+0             | -0 + -0         | UCL                | 0                  | 0                  | -           | -           | -           | 1      | -1     |
| Totale Arsenal           | Totale Arsenal           | Totale Arsenal           | 148        | -125       |                 | 13              | -10             |                    | 36                 | -25                |             | 3           | -4          | 200    | -164   |
| Totale carriera          | Totale carriera          | Totale carriera          | 621        | -658       |                 | 38              | -41             |                    | 116                | -104               |             | 7           | -9          | 782    | -812   |

### Presenze e reti in nazionale
| Cronologia completa delle presenze e delle reti in nazionale ― Germania | Cronologia completa delle presenze e delle reti in nazionale ― Germania | Cronologia completa delle presenze e delle reti in nazionale ― Germania | Cronologia completa delle presenze e delle reti in nazionale ― Germania | Cronologia completa delle presenze e delle reti in nazionale ― Germania | Cronologia completa delle presenze e delle reti in nazionale ― Germania | Cronologia completa delle presenze e delle reti in nazionale ― Germania | Cronologia completa delle presenze e delle reti in nazionale ― Germania |
| Data                                                                    | Città                                                                   | In casa                                                                 | Risultato                                                               | Ospiti                                                                  | Competizione                                                            | Reti                                                                    | Note                                                                    |
| ----------------------------------------------------------------------- | ----------------------------------------------------------------------- | ----------------------------------------------------------------------- | ----------------------------------------------------------------------- | ----------------------------------------------------------------------- | ----------------------------------------------------------------------- | ----------------------------------------------------------------------- | ----------------------------------------------------------------------- |
| 18-2-1998                                                               | Mascate                                                                 | Oman                                                                    | 0 – 2                                                                   | Germania                                                                | Amichevole                                                              | -                                                                       | 46’                                                                     |
| 5-6-1998                                                                | Mannheim                                                                | Germania                                                                | 7 – 0                                                                   | Lussemburgo                                                             | Amichevole                                                              | -                                                                       | 46’                                                                     |
| 9-2-1999                                                                | Miami                                                                   | Colombia                                                                | 3 – 3                                                                   | Germania                                                                | Amichevole                                                              | -2                                                                      | 46’                                                                     |
| 28-4-1999                                                               | Brema                                                                   | Germania                                                                | 0 – 1                                                                   | Scozia                                                                  | Amichevole                                                              | -1                                                                      |                                                                         |
| 24-7-1999                                                               | Guadalajara                                                             | Brasile                                                                 | 4 – 0                                                                   | Germania                                                                | Conf. Cup 1999 - 1º turno                                               | -4                                                                      |                                                                         |
| 28-7-1999                                                               | Guadalajara                                                             | Germania                                                                | 2 – 0                                                                   | Nuova Zelanda                                                           | Conf. Cup 1999 - 1º turno                                               | -                                                                       |                                                                         |
| 30-7-1999                                                               | East Rutherford                                                         | Stati Uniti                                                             | 2 – 0                                                                   | Germania                                                                | Conf. Cup 1999 - 1º turno                                               | -2                                                                      |                                                                         |
| 4-9-1999                                                                | Helsinki                                                                | Finlandia                                                               | 1 – 2                                                                   | Germania                                                                | Qual. Euro 2000                                                         | -1                                                                      |                                                                         |
| 8-9-1999                                                                | Dortmund                                                                | Germania                                                                | 4 – 0                                                                   | Irlanda del Nord                                                        | Qual. Euro 2000                                                         | -                                                                       |                                                                         |
| 14-11-1999                                                              | Oslo                                                                    | Norvegia                                                                | 0 – 1                                                                   | Germania                                                                | Amichevole                                                              | -                                                                       |                                                                         |
| 26-4-2000                                                               | Kaiserslautern                                                          | Germania                                                                | 1 – 1                                                                   | Svizzera                                                                | Amichevole                                                              | -1                                                                      |                                                                         |
| 7-6-2000                                                                | Friburgo in Brisgovia                                                   | Germania                                                                | 8 – 2                                                                   | Liechtenstein                                                           | Amichevole                                                              | -1                                                                      | 46’                                                                     |
| 29-5-2001                                                               | Brema                                                                   | Germania                                                                | 2 – 0                                                                   | Slovacchia                                                              | Amichevole                                                              | -                                                                       |                                                                         |
| 17-4-2002                                                               | Stoccarda                                                               | Germania                                                                | 0 – 1                                                                   | Argentina                                                               | Amichevole                                                              | -1                                                                      |                                                                         |
| 21-8-2002                                                               | Sofia                                                                   | Bulgaria                                                                | 2 – 2                                                                   | Germania                                                                | Amichevole                                                              | -2                                                                      |                                                                         |
| 11-10-2002                                                              | Sarajevo                                                                | Bosnia ed Erzegovina                                                    | 1 – 1                                                                   | Germania                                                                | Amichevole                                                              | -                                                                       | 46’                                                                     |
| 31-3-2004                                                               | Colonia                                                                 | Germania                                                                | 3 – 0                                                                   | Belgio                                                                  | Amichevole                                                              | -                                                                       |                                                                         |
| 27-5-2004                                                               | Friburgo in Brisgovia                                                   | Germania                                                                | 7 – 0                                                                   | Malta                                                                   | Amichevole                                                              | -                                                                       |                                                                         |
| 18-8-2004                                                               | Vienna                                                                  | Austria                                                                 | 1 – 3                                                                   | Germania                                                                | Amichevole                                                              | -                                                                       | 46’                                                                     |
| 9-10-2004                                                               | Teheran                                                                 | Iran                                                                    | 0 – 2                                                                   | Germania                                                                | Amichevole                                                              | -                                                                       |                                                                         |
| 17-11-2004                                                              | Lipsia                                                                  | Germania                                                                | 3 – 0                                                                   | Camerun                                                                 | Amichevole                                                              | -                                                                       |                                                                         |
| 9-2-2005                                                                | Düsseldorf                                                              | Germania                                                                | 2 – 2                                                                   | Argentina                                                               | Amichevole                                                              | -2                                                                      |                                                                         |
| 4-6-2005                                                                | Belfast                                                                 | Irlanda del Nord                                                        | 1 – 4                                                                   | Germania                                                                | Amichevole                                                              | -1                                                                      |                                                                         |
| 18-6-2005                                                               | Colonia                                                                 | Tunisia                                                                 | 0 – 3                                                                   | Germania                                                                | Conf. Cup 2005 - 1º turno                                               | -                                                                       |                                                                         |
| 25-6-2005                                                               | Norimberga                                                              | Germania                                                                | 2 – 3                                                                   | Brasile                                                                 | Conf. Cup 2005 - Semifinale                                             | -3                                                                      |                                                                         |
| 3-9-2005                                                                | Bratislava                                                              | Slovacchia                                                              | 2 – 0                                                                   | Germania                                                                | Amichevole                                                              | -2                                                                      |                                                                         |
| 7-9-2005                                                                | Brema                                                                   | Germania                                                                | 4 – 2                                                                   | Sudafrica                                                               | Amichevole                                                              | -2                                                                      |                                                                         |
| 12-11-2005                                                              | Parigi                                                                  | Francia                                                                 | 0 – 0                                                                   | Germania                                                                | Amichevole                                                              | -                                                                       |                                                                         |
| 1-3-2006                                                                | Firenze                                                                 | Italia                                                                  | 4 – 1                                                                   | Germania                                                                | Amichevole                                                              | -4                                                                      |                                                                         |
| 27-5-2006                                                               | Friburgo in Brisgovia                                                   | Germania                                                                | 7 – 0                                                                   | Lussemburgo                                                             | Amichevole                                                              | -                                                                       | 46’                                                                     |
| 30-5-2006                                                               | Leverkusen                                                              | Germania                                                                | 2 – 2                                                                   | Giappone                                                                | Amichevole                                                              | -2                                                                      |                                                                         |
| 2-6-2006                                                                | Mönchengladbach                                                         | Germania                                                                | 3 – 0                                                                   | Colombia                                                                | Amichevole                                                              | -                                                                       |                                                                         |
| 9-6-2006                                                                | Monaco di Baviera                                                       | Germania                                                                | 4 – 2                                                                   | Costa Rica                                                              | Mondiali 2006 - 1º turno                                                | -2                                                                      |                                                                         |
| 14-6-2006                                                               | Dortmund                                                                | Germania                                                                | 1 – 0                                                                   | Polonia                                                                 | Mondiali 2006 - 1º turno                                                | -                                                                       |                                                                         |
| 20-6-2006                                                               | Berlino                                                                 | Ecuador                                                                 | 0 – 3                                                                   | Germania                                                                | Mondiali 2006 - 1º turno                                                | -                                                                       |                                                                         |
| 24-6-2006                                                               | Monaco di Baviera                                                       | Germania                                                                | 2 – 0                                                                   | Svezia                                                                  | Mondiali 2006 - Ottavi di finale                                        | -                                                                       |                                                                         |
| 30-6-2006                                                               | Berlino                                                                 | Germania                                                                | 1 – 1 dts (5 – 3 dtr)                                                   | Argentina                                                               | Mondiali 2006 - Quarti di finale                                        | -1                                                                      |                                                                         |
| 4-7-2006                                                                | Dortmund                                                                | Germania                                                                | 0 – 2 dts                                                               | Italia                                                                  | Mondiali 2006 - Semifinale                                              | -2                                                                      |                                                                         |
| 16-8-2006                                                               | Gelsenkirchen                                                           | Germania                                                                | 3 – 0                                                                   | Svezia                                                                  | Amichevole                                                              | -                                                                       |                                                                         |
| 2-9-2006                                                                | Stoccarda                                                               | Germania                                                                | 1 – 0                                                                   | Irlanda                                                                 | Qual. Euro 2008                                                         | -                                                                       |                                                                         |
| 6-9-2006                                                                | Serravalle                                                              | San Marino                                                              | 0 – 13                                                                  | Germania                                                                | Qual. Euro 2008                                                         | -                                                                       |                                                                         |
| 11-10-2006                                                              | Bratislava                                                              | Slovacchia                                                              | 1 – 4                                                                   | Germania                                                                | Qual. Euro 2008                                                         | -1                                                                      |                                                                         |
| 7-2-2007                                                                | Düsseldorf                                                              | Germania                                                                | 3 – 1                                                                   | Svizzera                                                                | Amichevole                                                              | -1                                                                      |                                                                         |
| 24-3-2007                                                               | Praga                                                                   | Rep. Ceca                                                               | 1 – 2                                                                   | Germania                                                                | Qual. Euro 2008                                                         | -1                                                                      | 85’                                                                     |
| 2-6-2007                                                                | Norimberga                                                              | Germania                                                                | 6 – 0                                                                   | San Marino                                                              | Qual. Euro 2008                                                         | -                                                                       |                                                                         |
| 6-6-2007                                                                | Amburgo                                                                 | Germania                                                                | 2 – 1                                                                   | Slovacchia                                                              | Qual. Euro 2008                                                         | -1                                                                      |                                                                         |
| 22-8-2007                                                               | Londra                                                                  | Inghilterra                                                             | 1 – 2                                                                   | Germania                                                                | Amichevole                                                              | -1                                                                      |                                                                         |
| 8-9-2007                                                                | Cardiff                                                                 | Galles                                                                  | 0 – 2                                                                   | Germania                                                                | Qual. Euro 2008                                                         | -                                                                       |                                                                         |
| 13-10-2007                                                              | Dublino                                                                 | Irlanda                                                                 | 0 – 0                                                                   | Germania                                                                | Qual. Euro 2008                                                         | -                                                                       | 52’                                                                     |
| 17-11-2007                                                              | Hannover                                                                | Germania                                                                | 4 – 0                                                                   | Cipro                                                                   | Qual. Euro 2008                                                         | -                                                                       |                                                                         |
| 21-11-2007                                                              | Francoforte                                                             | Germania                                                                | 0 – 0                                                                   | Galles                                                                  | Qual. Euro 2008                                                         | -                                                                       |                                                                         |
| 6-2-2008                                                                | Vienna                                                                  | Austria                                                                 | 0 – 3                                                                   | Germania                                                                | Amichevole                                                              | -                                                                       |                                                                         |
| 26-3-2008                                                               | Basilea                                                                 | Svizzera                                                                | 0 – 4                                                                   | Germania                                                                | Amichevole                                                              | -                                                                       |                                                                         |
| 27-5-2008                                                               | Kaiserslautern                                                          | Germania                                                                | 2 – 2                                                                   | Bielorussia                                                             | Amichevole                                                              | -2                                                                      |                                                                         |
| 31-5-2008                                                               | Gelsenkirchen                                                           | Germania                                                                | 2 – 1                                                                   | Serbia                                                                  | Amichevole                                                              | -1                                                                      |                                                                         |
| 8-6-2008                                                                | Klagenfurt am Wörthersee                                                | Germania                                                                | 2 – 0                                                                   | Polonia                                                                 | Euro 2008 - 1º turno                                                    | -                                                                       |                                                                         |
| 12-6-2008                                                               | Klagenfurt am Wörthersee                                                | Croazia                                                                 | 2 – 1                                                                   | Germania                                                                | Euro 2008 - 1º turno                                                    | -2                                                                      | 90’                                                                     |
| 16-6-2008                                                               | Vienna                                                                  | Austria                                                                 | 0 – 1                                                                   | Germania                                                                | Euro 2008 - 1º turno                                                    | -                                                                       |                                                                         |
| 19-6-2008                                                               | Vienna                                                                  | Portogallo                                                              | 2 – 3                                                                   | Germania                                                                | Euro 2008 - Quarti di finale                                            | -2                                                                      |                                                                         |
| 25-6-2008                                                               | Basilea                                                                 | Germania                                                                | 3 – 2                                                                   | Turchia                                                                 | Euro 2008 - Semifinale                                                  | -2                                                                      |                                                                         |
| 29-6-2008                                                               | Vienna                                                                  | Germania                                                                | 0 – 1                                                                   | Spagna                                                                  | Euro 2008 - Finale                                                      | -1                                                                      |                                                                         |
| Totale                                                                  |                                                                         | Presenze                                                                | 61                                                                      |                                                                         | Reti                                                                    | -51                                                                     |                                                                         |

## Palmarès

### Club

#### Competizioni nazionali
- Campionato tedesco di seconda divisione: 1

Schalke 04: 1990-1991
- Campionato tedesco: 1

Borussia Dortmund: 2001-2002
- Campionato inglese: 1

Arsenal: 2003-2004
- Supercoppa d'Inghilterra: 1

Arsenal: 2004
- Coppa d'Inghilterra: 1

Arsenal: 2004-2005

#### Competizioni internazionali
- Coppa UEFA: 1

Schalke 04: 1996-1997

## Curiosità
Soprannominato Mad Jens, il più delle volte indossava il 9 il campo, nonostante fosse un portiere.
La Lista Universitaria presso l'Università di Münster DIE LISTE ha proposto senza successo nel 2017 di rinominare l'Ateneo in "Westfälische Universität Jens Lehmann".